# Ourodenberg

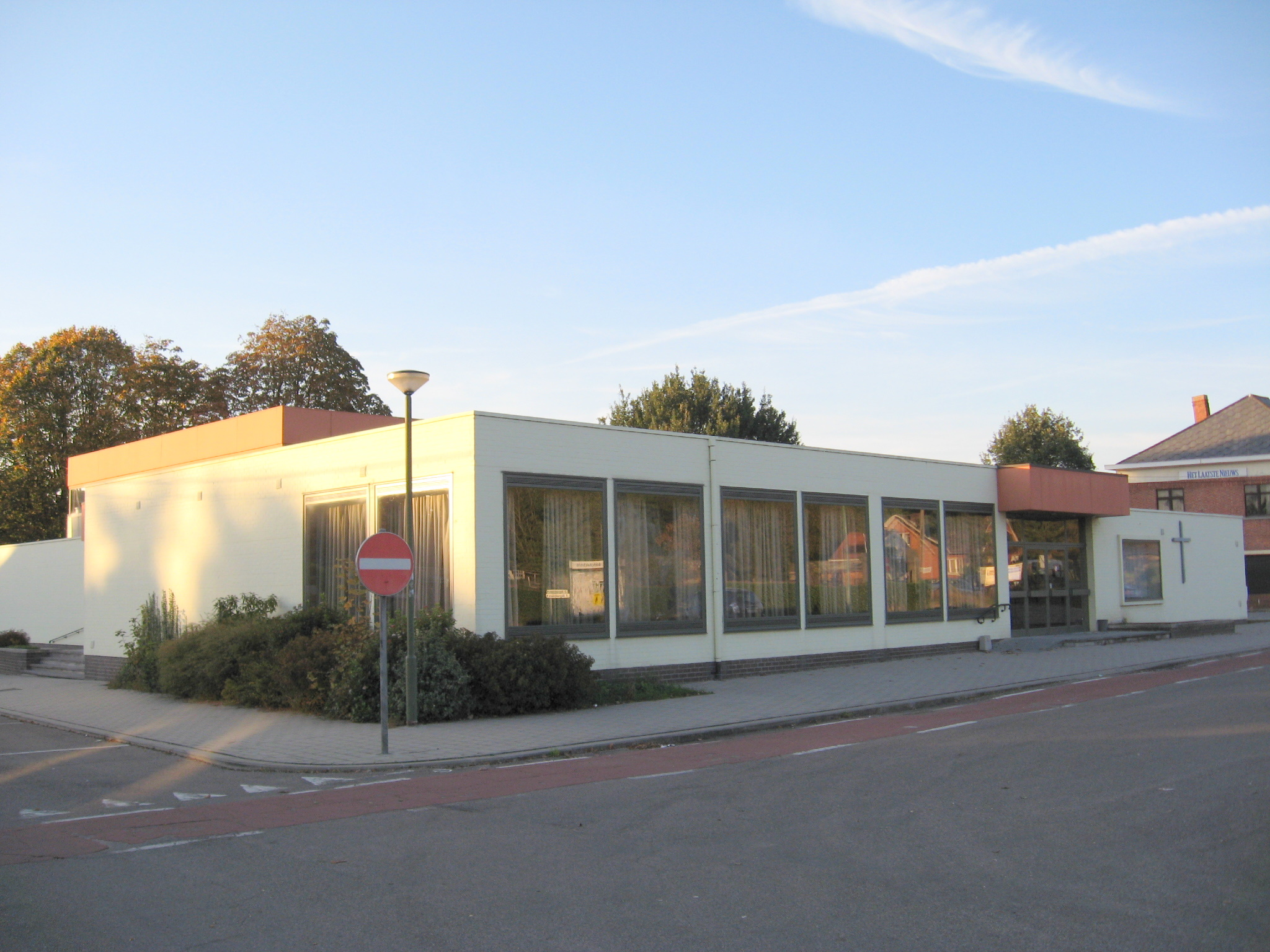
Heilig-Hartkerk (Ourodenberg)

Ourodenberg is een plaats in de Vlaams-Brabantse gemeente Aarschot.
De omgeving van Ourodenberg werd al bewoond tijdens de Urnenveldencultuur. De naam zou afkomstig zijn van een ontginning nabij de Gijmelberg en duiden op een oude ontginning ter onderscheid van een latere ontginning elders.
In 1884 werd het kerkhof van Aarschot gesloten en werd te Ourodenberg een nieuwe stedelijke begraafplaats ingericht. In de loop van de 20e eeuw nam de bevolking van Ourodenberg sterk toe en in 1930 werd een parochie gesticht. Een noodkerk, een jongens- en een meisjesschool werden opgericht. Ook kwamen er diverse verenigingen tot stand. In Ourodenberg vestigde zich ook enige middenstand. In 1972 werd een definitieve kerk, de Heilig-Hartkerk, ingezegend. 

## Nabijgelegen kernen
Ramsel, Aarschot, Gijmel